# پروانه ضد حقوق مدیریت دیجیتال
پروانهٔ ضد مدیریت حقوق دیجیتال یک پروانهٔ آزاد و کپی‌لفت برای آثار هنری است. این پروانه اولین پروانهٔ محتوای آزاد است که شامل یک بند دربارهٔ حقوق وابسته و یک بند بر ضد مدیریت حقوق دیجیتال می‌شود.
اولین بند، به صاحب پروانه اجازه می‌دهد به حقوق وابسته عمل کند؛ دومین بند از استفادهٔ مدیریت حقوق دیجیتال جلوگیری می‌کند: اگر پروانه‌دهنده از مدیریت حقوق دیجیتال استفاده می‌کند، این پروانه برای کارش مناسب نیست، اگر پروانه‌گیرنده از مدیریت حقوق دیجیتال استفاده می‌کند، پروانه به‌طور خودکار باطل خواهد شد.